# Аніонний інтервал сечі
У клінічній хімії аніонний інтервал сечі розраховується за допомогою іонів, виміряних у сечі. Його використовують для допомоги в диференціальній діагностиці метаболічного ацидозу.
Термін «аніонний інтервал» без уточнень зазвичай має на увазі аніонний інтервал у сироватці крові. «Аніонний інтервал сечі» — це інший показник, який використовується переважно для визначення того, чи здатні нирки належним чином підкислювати сечу.

## Розрахунок
Аніонний інтервал сечі розраховується шляхом віднімання концентрації хлориду (аніонів) у сечі від концентрацій натрію та калію (катіонів):
{\displaystyle {\text{UAG}}=[{\ce {Na+}}]+[{\ce {K+}}]-[{\ce {Cl-}}]}
де концентрації виражені в одиницях міліеквівалент/літр (мЕкв/л).
На відміну від рівняння аніонного інтервалу сироватки, сюди не входить бікарбонат. Це пояснюється тим, що сеча має кислу реакцію, тому рівень бікарбонату буде незначним.

## Використання
Визначення причини метаболічного ацидозу, при якому відсутній аніонний інтервал у сироватці крові, часто залежить від того, чи належним чином нирки виводять кислоту. Аніонний інтервал сечі — це «штучний» та розрахований показник, який є репрезентативним для невиміряних іонів у сечі. Зазвичай найважливішим невимірюваним іоном у сечі є NH4+, оскільки це найважливіша форма виведення кислоти нирками. NH4+ у сечі важко виміряти безпосередньо, але його екскреція зазвичай супроводжується виділенням хлоридного аніона. Негативний аніонний інтервал у сечі може бути використаний як доказ підвищеного виділення NH4+.
При метаболічному ацидозі без аніонного інтервалу сироватки крові:
- Позитивний аніонний інтервал сечі свідчить про низький рівень NH4+ у сечі (наприклад, при нирковому тубулярному ацидозі).
- Негативний аніонний інтервал сечі свідчить про високий рівень NH4+ у сечі (наприклад, при діареї).